# Muíbo Cury
Muhib Cury (Duartina, 15 de janeiro de 1929 — São Paulo, 26 de dezembro de 2009), mais conhecido como Muíbo Cury ou Muíbo César Cury, foi um ator, compositor, radialista e dublador brasileiro.

## Biografia
Estreou em 1949, na rádio Clube de Marília.
Apresentou um programa diário dedicado à música caipira nas madrugadas da Rádio Cultura.
Desde 1952 trabalhava na rádio Bandeirantes AM, onde apresentava o programa Arquivo Musical e o Jornal em Três Tempos, ao lado de Chiara Luzzati e Paulo Galvão.
Atuou em telenovelas na TV Tupi e TV Bandeirantes. Seus últimos trabalhos televisivos foram uma participação em Memórias de um Gigolô e num comercial da Skol, no Natal de 1993.
Na dublagem, entre seus trabalhos mais conhecidos estão o caçador Kaura em Flashman, o prefeito da cidade em Doug e o urso Fozzie no seriado Muppet Show.[carece de fontes?]

## Morte
Muíbo faleceu em 26 de dezembro de 2009 no Hospital São Luiz, onde estava internado, em decorrência problemas cardíacos.

### Na Televisão
| Ano  | Título                               | Personagem       | Notas        |
| ---- | ------------------------------------ | ---------------- | ------------ |
| 1968 | Ricardinho: Sou Criança, Quero Viver | Jofre            |              |
| 1972 | Vitória Bonelli                      | Seu Miranda      |              |
| 1973 | Os Inocentes                         | Delegado Noronha |              |
| 1974 | A Barba-Azul                         | —                | [ 5 ]        |
| 1975 | Ovelha Negra                         | —                |              |
| 1980 | Dulcinéa Vai à Guerra                | Curvino          |              |
| 1985 | Jogo do Amor                         | —                |              |
| 1986 | Memórias de um Gigolô                | —                | Participação |